# خوسيه إيلاريو لوبيث
خوسيه إيلاريو لوبيز بالديس سياسي وعسكري كولومبي، وُلد في بوبايان في التاج الإسباني لغرناطة الجديدة في 18 فبراير 1798. تولى رئاسة جمهورية غرناطة الجديدة فيما بين 1849 و1853. وهو ابن خوسيه كاسيميرو لوبيث أورتادو ورافايلة بالديس إيه فرنانديث دي قرطبة. درس في بوبايان تحت وصاية خوسيه فيليكس ريستريبو في جامعة كاوكا. وتُوفي في إقليم أويلا بالولايات المتحدة الكولومبية في 27 نوفمبر 1869.

## وصلات خارجية
- خوسيه إيلاريو لوبيث على موقع الموسوعة البريطانية (الإنجليزية)